# ناحیه گرویس، شهرستان رد لیک، مینه سوتا
ناحیه گرویس (به انگلیسی: Gervais Township) یک منطقهٔ مسکونی در ایالات متحده آمریکا است که در شهرستان رد لیک، مینه‌سوتا واقع شده‌است.
 ناحیه گرویس ۹۲٫۲ کیلومتر مربع مساحت و ۲۵۰ نفر جمعیت دارد و ۳۲۸ متر بالاتر از سطح دریا واقع شده‌است.